# Maasdonk
Maasdonk (anhörenⓘ) war eine Gemeinde in den Niederlanden, in der Provinz Noord-Brabant.
Die Einwohnerzahl betrug 11.348 (Stand 31. Dezember 2014), die Gesamtfläche war etwa 37 km².
Zu der Gemeinde gehörten die Orte Geffen (Sitz des Gemeindehauses), Nuland und Vinkel.
Am 1. Januar 2015 wurde die Gemeinde aufgelöst. Geffen kam zu Oss. Nuland und Vinkel wurden in die Provinzhauptstadt ’s-Hertogenbosch eingegliedert.
Der in Oss geborene Fußballspieler Ruud van Nistelrooy wuchs in Geffen auf.

## Sitzverteilung im Gemeinderat
Bis zur Auflösung der Gemeinde ergab sich seit 1992 folgende Sitzverteilung:
| Partei                           | Sitze | Sitze | Sitze | Sitze | Sitze | Sitze |
| Partei                           | 1992  | 1994  | 1998  | 2002  | 2006  | 2010  |
| -------------------------------- | ----- | ----- | ----- | ----- | ----- | ----- |
| CDA                              | –     | 5     | 5     | 3     | 5     | 4     |
| Partij Maasdonk a                | 2     | 3     | 3     | 4     | 3     | 4     |
| Dorpsbelangen                    | 3     | 3     | 4     | 5     | 4     | 4     |
| Vooruitstrevende Partij Maasdonk | 3     | 2     | 2     | 2     | 2     | 2     |
| Dorp Vinkel                      | 2     | 1     | 1     | 1     | 1     | 1     |
| Lijst van der Rijt b             | –     | 1     | –     | –     | –     | –     |
| CDA Nuland                       | 3     | –     | –     | –     | –     | –     |
| CDA Geffen                       | 2     | –     | –     | –     | –     | –     |
| Gesamt                           | 15    | 15    | 15    | 15    | 15    | 15    |

Anmerkungen